# Leonor de Viseo
Leonor de Viseo (2 de mayo de 1458-17 de noviembre de 1525). Infanta portuguesa de la Casa de Avís y reina de Portugal desde 1481 hasta 1495, por su matrimonio con Juan II de Portugal.

## Reina consorte de Portugal
Leonor era hija del infante Fernando, duque de Viseo y condestable del Reino (hijo de Eduardo I) y de Beatriz, nieta de Juan I. Sus hermanos fueron Juan y Diego I de Viseo, quienes sucedieron a su padre en el ducado y murieron sin descendencia legitima; Isabel de Viseo, duquesa de Braganza; y Manuel, quién llegaría a ser el rey de Portugal. Era también prima de Maximiliano I de Habsburgo a través de su tía paterna, y de Isabel I de Castilla a través de su tía materna.
El 22 de enero de 1470, se casó con Juan II, su primo tanto por línea paterna como materna. Después de la muerte del rey, en 1495, la reina viuda continuó siendo conocida como «reina Leonor» (o la «Reina Vieja») hasta su muerte, siendo bastante respetada en la corte.
Las reinas de Portugal contaron, desde hacía mucho tiempo, con los rendimientos de los bienes adquiridos, en su gran mayoría como dote. Leonor, además de las villas de reinas precedentes, recibió de su marido las ciudades de Silves y Faro, las villas de Aldeia Galega y Aldeia Gavinha, y la de Caldas, que fundó. 
Tuvo dos hijos con el rey Juan II, Alfonso de Portugal (1475-1491), heredero del trono, muerto en un accidente de caballo, y un mortinato (1483).

## Reina viuda
El rey Juan II tuvo con Ana Furtado de Mendonça, señora de la corte y dama de la infanta Juana la Beltraneja, un hijo bastardo, el duque de Aveiro y de Coímbra, Jorge de Lencastre. El rey intentó por todos los medios legitimar a ese hijo, lo que fue impedido por su esposa que habrá obligado al rey a adoptar como hijo y a designar como heredero del trono portugués a su hermano Manuel —el varón legítimo más próximo del rey—, que subiría al trono en 1495 después de la muerte de Juan II, como Manuel I de Portugal.
Después de la coronación de su hermano, la reina se retiró al palacio de Enxabregas, dónde estableció su corte y continuó su trabajo de caridad. En este tiempo, fue la heredera forzosa al trono de Portugal, a pesar de negarse a ser jurada princesa por las cortes dada su falta de descendencia, pasando dicho honor a su sobrino Jaime I de Braganza, quien fue desplazado en la sucesión por el hijo de Manuel I, Miguel de la Paz; tras la muerte de este, y hasta el nacimiento del infante Juan, volvió a ser la heredera de su hermano, otra vez sin ser reconocida oficialmente.
Falleció en el palacio de Enxabregas. Quiso ser sepultada en el Convento de la Madre de Dios, en campo raso, en un lugar de paso, para que todos la pisasen, gesto de humildad que conmovió a la nación.
| Predecesor: Juana de Castilla                     | Reina consorte de Portugal y Algarves 1477           | Sucesor: Juana de Castilla             |
| Predecesor: Juana de Castilla                     | Reina consorte de Portugal y Algarves 1481-1495      | Sucesor: Isabel de Aragón              |
| Predecesor: Juana de Portugal y Coímbra (en 1471) | Regente de Portugal 1497-1499 de su hermano Manuel I | Sucesor: Catalina de Austria (en 1557) |